# George Blues
George Blues – australijski piłkarz występujący na pozycji napastnika.
W barwach Falkirk rozegrał 11 spotkań i zdobył dwie bramki w Scottish Division One. Ponadto występował w drużynach Scottish Division Two, a także klubach z Południowej Afryki i Australii.
W reprezentacji Australii zadebiutował 30 października 1970 w wygranym 9:0 towarzyskim meczu z Makau, w którym strzelił gola. W drużynie narodowej rozegrał cztery spotkania i zdobył dwie bramki.